# Генрих I (маркграф Бранденбурга)
Генрих I Безземельный (нем. Heinrich I ohne Land; 21 марта 1256 — 14 февраля 1318) — маркграф Ландсбергский с 1291 года, маркграф Бранденбург-Штендальский с 1308 года.

## Биография
Генрих был самым младшим из сыновей бранденбургского маркграфа Иоганна I и его второй жены Ютты Саксонской. В связи с тем, что он был на 15 лет младше своих старших братьев которые стали соправителями половины Бранденбурга (в 1266 году отец разделил маркграфство со своим братом Оттоном III), он не принимал участия в управлении — с этим связывают происхождение его прозвища «безземельный».
В 1291 году старшие братья приобрели у Альбрехта II Мейсенского маркграфство Ландсберг и передали его Генриху в качестве компенсации, после чего он стал подписывать документы как «маркграф Ландсберга», сделав своей резиденцией Делич. Последовали войны с рядом соседних феодалов, и Генрих был отлучён от церкви магдебургским архиепископом Бурхардом II.
В 1311 году Генрих проиграл войну Рудольфу Саксонскому, и был вынужден передать ему Пфальцграфство Саксония с замками Грилленберг в Зангерхаузене и Распенбург в Растенберге.

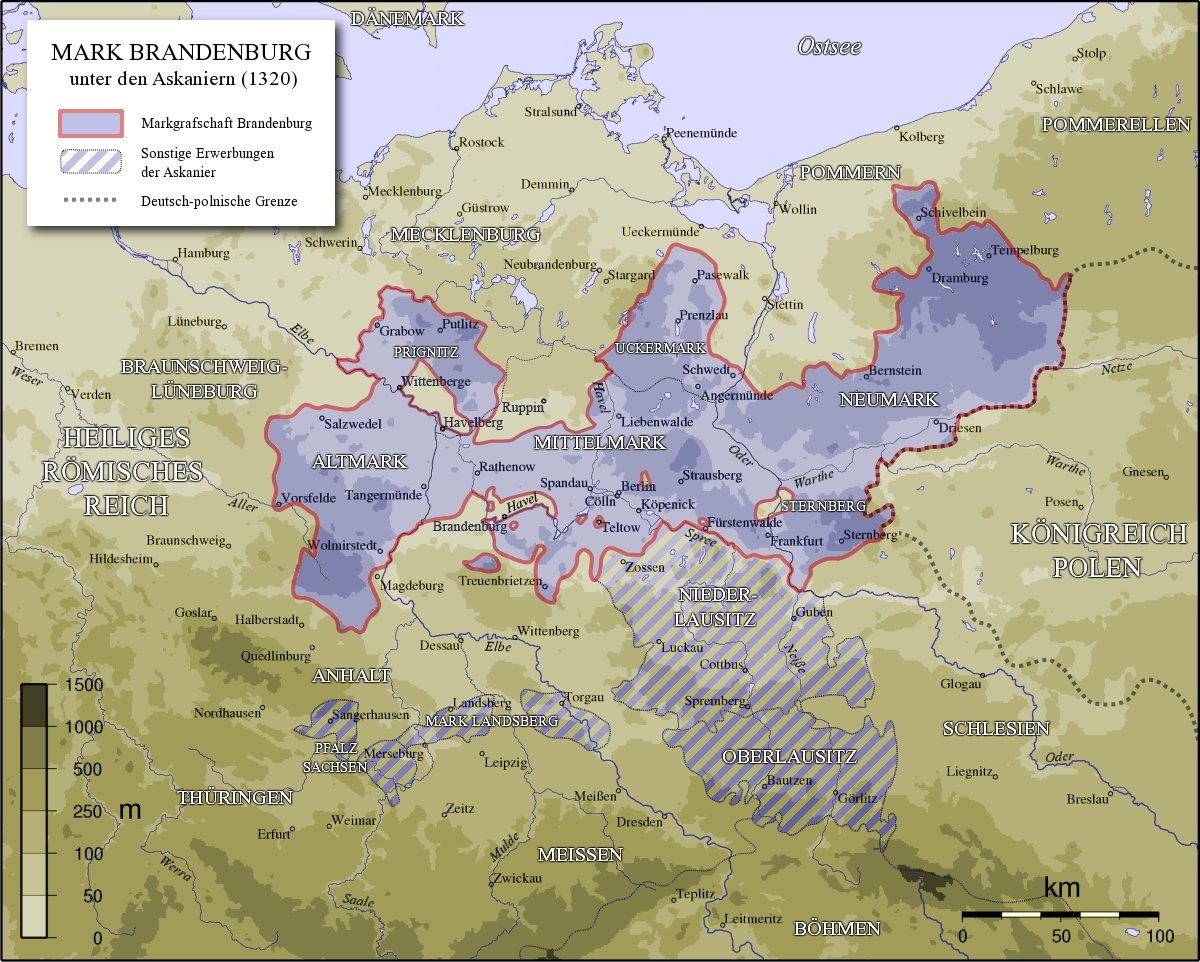
Бранденбург в 1320 г.

После смерти в 1308 году последнего из старших братьев Оттона IV Генрих стал главой штендальской ветви Асканиев, и после смерти императора Генриха VII племянник Вальдемар предложил избрать его королём Германии. Генрих отклонил предложение, и пообещал голосовать за Фридриха Австрийского или его брата Леопольда, но в итоге проголосовал за Людвига Баварского.

## Семья и дети
Генрих был женат на Агнессе, дочери баварского герцога Людвига Строгого. У них было трое детей:
- Генрих II (1308—1320)
- София (1300—1356), вышла замуж за Магнуса Брауншвейг-Вольфенбюттельского
- Юдита, вышла замуж за Генриха II Брауншвейг-Грубенхагенского